# Cherokee Nation v. Georgia
Cherokee Nation v. Georgia (The Cherokee Nation versus the State of Georgia), 30 U.S. 1 (1831) war ein im Januar 1831 abgelehnter Fall des Obersten Gerichtshofes der Vereinigten Staaten. Die Nation der Cherokee versuchte mit dieser Klage gegen den Bundesstaat Georgia die Einmischung der Regierung Georgias in die individuellen Rechte der Nation und Eingriffe in das Siedlungsgebiet zu verbieten. 
Die Cherokee wurden dabei von einigen prominenten Politikern unterstützt, darunter Davy Crockett, Daniel Webster und Theodore Frelinghuysen. Die Interessen der Nation wurden von dem Anwalt William Wirt vertreten. Wirt beantragte die Annullierung aller von Georgia erlassenen Gesetze, die das Recht der souveränen Nation der Cherokee einschränkten. Der Oberste Gerichtshof lehnte die Klage jedoch mit der Begründung ab, es handle sich bei den Cherokee nicht um einen eigenständigen Staat, sondern um eine „domestic dependent nation“ (engl. für eine einheimische und abhängige Nation), die als solche keine Rechte einklagen könne. 
Diese Ablehnung beeinflusste gemeinsam mit dem im Folgejahr geführten Zivilprozess Worcester v. Georgia  maßgeblich die Indianerpolitik  der Vereinigten Staaten. Sie gilt neben anderen gesetzlichen Grundlagen als Begründung für die unter dem Indian Removal Act (engl. für Indianerumsiedlungsgesetz) unter Zwang durchgeführten Indianer-Umsiedlungen der Fünf zivilisierten Nationen aus dem Südosten der Vereinigten Staaten in das sogenannte Indianer-Territorium im heutigen Oklahoma, die als Pfad der Tränen bezeichnet werden.